# Emma Villas Volley 2020-2021
Questa voce raccoglie le informazioni riguardanti l'Emma Villas Volley nelle competizioni ufficiali della stagione 2020-2021.

## Organigramma societario
Area direttiva
- Presidente: Giammarco Bisogno
- Vicepresidente: Guglielmo Ascheri
- Direttore sportivo: Fabio Mechini
- Responsabile amministrativo: Monia Lupi

Area tecnica
- Allenatore: Alessandro Spanakis
- Allenatore in seconda: Omar Fabian Pelillo
- Responsabile settore giovanile: Luigi Banella
- Coordinatore settore giovanile: Michele Delvecchio
- Responsabile commerciale: Alessandro Fanetti

Area comunicazione
- Ufficio stampa: Gennaro Groppa
- Responsabile comunicazione: Chiara Li Volti
- Fotografo: Paolo Lazzeroni
- Speaker: Giacomo Muzzi
- Video e media: Lorenzo Bianciardi

Area marketing
- Responsabile ufficio marketing: Guglielmo Ascheri
- Biglietteria: Benedetta Collini

Area sanitaria
- Medico: Flavio D'Ascenzi, Mauro Picchi
- Fisioterapista: Francesco Alfatti, Antonella Pietri
- Preparatore atletico: Omar Fabian Pelillo

## Rosa
| N° | Nome                   | Ruolo | Data di nascita   | Squadra   |
| -- | ---------------------- | ----- | ----------------- | --------- |
| 1  | Matteo Zamagni         | C     | 4 agosto 1989     | Italia    |
| 2  | Marco Rocco Panciocco  | S     | 3 novembre 1999   | Italia    |
| 3  | Niccolò Crivellari     | P     | 19 dicembre 1996  | Italia    |
| 4  | Ferdinando Della Volpe | S     | 10 gennaio 1996   | Italia    |
| 5  | Nicola Salsi           | P     | 13 settembre 1997 | Italia    |
| 6  | Igor Yudin             | S     | 17 giugno 1987    | Australia |
| 7  | Pasquale Fusco         | L     | 14 gennaio 1997   | Italia    |
| 8  | Leonardo Fantauzzo     | S     | 11 luglio 1997    | Italia    |
| 9  | Rocco Barone           | L     | 14 dicembre 1987  | Italia    |
| 10 | Dore Della Lunga       | S     | 25 luglio 1984    | Italia    |
| 11 | Marco Fabroni          | P     | 4 agosto 1981     | Italia    |
| 12 | Pietro Milordini       | L     | 10 ottobre 1993   | Italia    |
| 14 | Filippo Ciulli         | P     | 7 luglio 1994     | Italia    |
| 16 | Jacopo Massari         | S     | 2 giugno 1988     | Italia    |
| 17 | Yuri Romanò            | O     | 26 luglio 1998    | Italia    |
| 18 | Andrea Truocchio       | L     | 10 febbraio 2000  | Italia    |